# Methodius Qu Ailin

Wappen

Methodius Qu Ailin (chinesisch 屈藹林 / 屈蔼林, Pinyin Qū Ǎilín; * Mai 1961 in Hengyang) ist der Bischof von Changsha der Chinesische Katholisch-Patriotische Vereinigung. 

## Leben
Nach dem Abitur absolvierte er die Hengyang Basic University. Er trat der Kirche Ende 1990 bei. 1991 wurde er an die Central South School of Theological Philosophy aufgenommen. Von 1992 bis 1995 studierte er an der Theologischen und Philosophischen Hochschule in Peking. 1995 wurde er zum Priester von Hengyang geweiht. 1999 weihte Hunan Simon Qu Tianxi ihn zum Weihbischof der römisch-katholischen Diözese Hunan. Am 19. Dezember 2011 wurde er zum Bischof der römisch-katholischen Diözese Hunan gewählt.
Der Vatikan bestätigte ihn am 25. April 2012 als Erzbischof von Changsha und ernannte ihn gleichzeitig zum Apostolischen Administrator von Changde, Hengyang, Youanling, Yongzhou, Lixian, Yueyang, Xiangtan und Baoying.